# Duncan Ier
Pour les articles homonymes, voir Duncan.
Duncan Ier (gaélique Donnchad mac Crinan) (1001 – 14 août 1040), roi d'Écosse de 1034 à 1040, est le petit-fils de Malcolm II d'Écosse, et le fils de sa fille Bethóc et de Crínán mac Donnchad Abbé laïc de Dunkeld.

## Origine et famille
Duncan Ier ou Donnchad ua Maíl Choluim est le fils de Crinán, abbé laïc de Dunkeld († 1045), et de Bethóc, fille du roi Malcolm II (mort en 1034). L'hypothèse qu'il ait un frère, Maldred, qui aurait épousé une fille de Uchtred le Hardi († 1016), comte de Northumbrie est erronée selon Dauvit Broun.

## Héritier du trône?
Duncan aurait été désigné de manière inhabituelle comme successeur ou tánaise par son propre grand-père, qui avait éliminé préalablement les héritiers potentiels de son cousin et prédécesseur Kenneth III. Les historiens anciens, à la suite de Jean de Fordun, ont souvent supposé que Duncan Ier avait été favorisé par son grand-père Malcolm II comme héritier du trône d'Écosse. Cette idée est maintenant contestée.
Une des preuves de cet appui de Malcolm II à Duncan serait l'intronisation de Duncan comme roi de Strathclyde, c'est-à-dire « roi des Cumbriens », quelque temps après la mort du roi Owen le Chauve, après 1018. Si cette nomination est exacte, elle ne serait intervenue qu'à l'extrême fin du règne de Malcolm II, car il est improbable que Duncan soit un adulte longtemps avant 1030. Une source contemporaine, les Annales de Tigernach, le décrit comme étant « à un âge immature » quand il est tué en 1040. De plus, il est remarquable que Duncan ne soit pas inclus dans les « rois du Nord » qui se soumettent à Knut le Grand en 1031/1032. Il n'est pas impossible qu'ensuite Duncan se proclame lui-même « roi de Strathclyde » à la suite du succès de sa revendication du trône d'Écosse après la mort de Malcolm II en 1034.
Le fait que Duncan ait été roi de Strathclyde repose principalement à l'identification comme son fils d'un Malcolm, « fils du roi des Cumbriens » par une source anglo-saxonne qui relève son invasion de l'Écosse en 1054 avec l'appui des Northumbriens. Duncan Ier serait le dernier « roi des Cumbriens » connu bien que son petit-fils, David, porte ce titre  pendant au moins une décennie avant 1124.
Malcolm II meurt le 25 novembre 1034, il est le dernier descendant en ligne masculine de Kenneth Ier à posséder le royaume. Il n'est pas cependant le dernier membre masculin de la dynastie. Le Clann Duib, c'est-à-dire les descendants du roi Dubh († 966) continuent de manière ininterrompue la descendance masculine jusqu'au milieu du XIVe siècle mais peut-être qu'aucun adulte mâle descendant de Kenneth Ier n'est actif en 1034. Peut-être que Duncan est tout simplement un opportuniste car à cette époque réclamer une succession royale en ligne féminine est très inhabituel. Quoi qu'il en soit, quelques jours après la mort de Malcolm II, il est reconnu comme roi des Scots fin 1034.

## Règne
La première expédition de Duncan en dehors de son royaume provoque la dévastation du Strathclyde par Eadulf III de Bernicie en 1038, qui étend peut-être son contrôle sur la Cumbria et la région environnante avec comme conséquences que le Strathclyde est désormais ouvert à la pénétration des Northumbriens aussi bien qu'à celles des Gall Gàidheal, ce qui entame sérieusement son intégrité.
Fin 1039, Duncan, à la tête d'une grande armée, entreprend le siège de Durham, Les assaillants sont repoussés et attaqués pendant leur retraite. Duncan Ier réussit à s'échapper mais l'année suivante il doit également faire face à des problèmes dans le nord de son royaume. Alors qu'il mène une expédition dans le domaine de Macbeth le Mormaer de Moray qui avait épousé Gruoch, la fille de Boite mac Cinaeda, fils lui-même de Kenneth III, Duncan Ier est tué « par les siens » à  « Both Gobhanán », identifié avec Pitgaveny, près d'Elgin, dans le Moray le 14 août 1040. Il devait être âgé d'environ vingt-cinq ans.
Il semble qu'il soit inhumé dans un premier temps à Elgin avant, selon une source postérieure et discutable, d'être transféré à Iona. Son père Crínán qui tente de soutenir les droits de ses petits-enfants est tué à son tour cinq ans plus tard.

## Union et descendance
Duncan Ier épouse Suthen, cousine de Siward de Northumbrie, comte de Northumbrie, qui lui donne trois fils :
- Malcolm Canmore († 1093), roi des Scots de 1058 à 1093 ;
- Donald III († 1099 ?), roi des Scots en 1093–1094 et 1094–1097 ;
- Máel Muire, ancêtre des comtes d'Atholl[12].

## Littérature
Shakespeare l'a immortalisé dans sa célèbre pièce Macbeth, en modifiant toutefois profondément les caractères des personnages, puisqu'il présente Duncan comme un faible vieillard alors qu'il avait 25 à 30 ans au plus et Macbeth comme un général ambitieux, alors que les droits de ce dernier au trône et ceux de son épouse étaient au moins aussi valables que ceux de Duncan.

## Sources
- (en) Cet article est partiellement ou en totalité issu de l’article de Wikipédia en anglais intitulé « Duncan I of Scotland » (voir la liste des auteurs).
- (en) Dauvit Broun « Duncan I [Donnchad ua Maíl Choluim] (d. 1040) », Oxford Dictionary of National Biography, Oxford University Press, 2004.
- (en) Dauvit Broun, « The Welsh Identity of the Kingdom of Strathclyde », in The Innes Review, vol. 55, no. 2 (Autumn, 2004), p. 111-180.
- (en) A. A. M. Duncan,  The Kingship of the Scots 842–1292: Succession and Independence. Edinburgh University Press, Edinburgh, 2002  (ISBN 0-7486-1626-8).
- (en) Alex Woolf, From Pictland to Alba 789~1070 The New Edinburgh History of Scotland. Edinburgh University Press, Edinburgh,2007  (ISBN 9780748612345).